# Philoponella vittata
Philoponella vittata es una especie de araña araneomorfa del género Philoponella, familia Uloboridae. Fue descrita científicamente por Keyserling en 1881.
Habita desde Panamá hasta Paraguay.